# جورجي ستانشيف
جورجي ستانشيف (بالبلغارية: Георги Станчев)‏ هو لاعب كرة قدم بلغاري في مركز الهجوم، ولد في 27 أغسطس 1985 في فارنا في بلغاريا. لعب مع نادي دوبرودزا دوبريتش ونادي سبارتاك فارنا.

## وصلات خارجية
- جورجي ستانشيف على موقع قاعدة بيانات كرة القدم.إي يو (الإنجليزية)
- جورجي ستانشيف على موقع Soccerway.com (الإنجليزية)